# Diodato

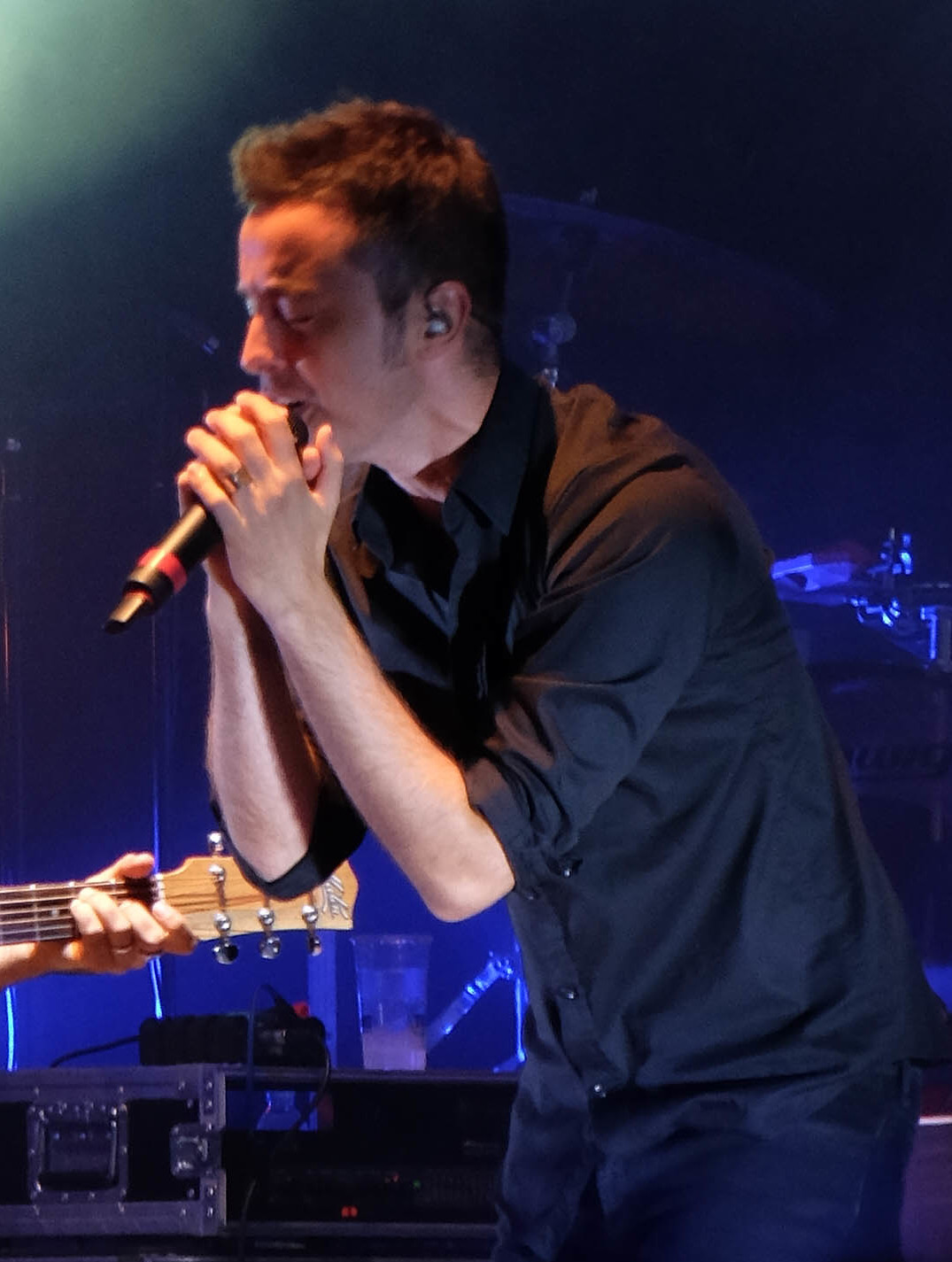
Diodato (2016)

Antonio Diodato (* 30. August 1981 in Aosta), bekannt als Diodato, ist ein italienischer Popsänger und Songwriter.

## Werdegang
Diodato wuchs in Tarent (Apulien) auf und zog später nach Rom, wo er an der Universität Rom III einen kulturwissenschaftlichen Abschluss im Fach Film (DAMS) machte. Seine ersten musikalischen Arbeiten entstanden in Schweden in Zusammenarbeit mit Sebastian Ingrosso und Steve Angello. Nach einem Plattenvertrag in Italien veröffentlichte er 2013 sein erstes Album E forse sono pazzo. Beim Sanremo-Festival 2014 erreichte er mit dem Lied Babilonia Platz zwei der Newcomer-Kategorie, noch im selben Jahr erschien das Coveralbum A ritrovar bellezza. 2016 arbeitete er mit Daniele Silvestri für dessen Album Acrobati zusammen und trat auch bei Konzerten des Musikerkollegen auf.
Mit Cosa siamo diventati legte Diodato 2017 sein drittes Album vor, das bei Carosello Records erschien und erstmals die Charts erreichte. Außerdem wurde seine Teilnahme am Sanremo-Festival 2018 angekündigt, an der Seite von Roy Paci. Dort konnte das Duo mit Adesso den achten Platz erreichen. Beim Sanremo-Festival 2019 trat er an einem Abend als Duettpartner von Teilnehmer Ghemon auf. Im selben Jahr veröffentlichte er mehrere Singles, darunter das Lied Che vita meravigliosa, das als Teil des Soundtracks des Films Die Göttin Fortuna von Ferzan Özpetek bekannt wurde. Das Lied wurde 2020 mit drei italienischen Filmpreisen ausgezeichnet, einem David di Donatello, dem Ciak d’oro und dem Nastro d’Argento.
Beim Sanremo-Festival 2020 präsentierte Diodato das Lied Fai rumore. Damit gewann er nicht nur den Hauptwettbewerb, sondern konnte sich auch den Kritikerpreis, den Pressepreis und den Premio Lunezia für den besten Text sichern. Im Anschluss erschien das Album Che vita meravigliosa. Außerdem sollte Diodato mit Fai rumore Italien beim Eurovision Song Contest 2020 in Rotterdam vertreten, der aber am 18. März 2020 aufgrund der COVID-19-Pandemie abgesagt wurde. Beim Eurovision Song Contest 2022 in Turin trat Diodato als Interval-Act im ersten Halbfinale auf. 2023 veröffentlichte er sein nächstes Album Così speciale.

## Diskografie

### Alben
| Jahr | Titel Musiklabel                | Höchstplatzierung, Gesamtwochen, AuszeichnungChartsChartplatzierungen (Jahr, Titel, Musiklabel, Platzierungen, Wochen, Auszeichnungen, Anmerkungen) | Anmerkungen                                           |
| Jahr | Titel Musiklabel                | IT | Anmerkungen                                           |
| ---- | ------------------------------- | --- | ----------------------------------------------------- |
| 2017 | Cosa siamo diventati Carosello  | IT48 (1 Wo.)IT | Erstveröffentlichung: 27. Januar 2017                 |
| 2020 | Che vita meravigliosa Carosello | IT4 Platin · (63 Wo.)IT | Erstveröffentlichung: 22. Mai 2020 Verkäufe: + 50.000 |
| 2023 | Così speciale                   | IT15 (2 Wo.)IT | Erstveröffentlichung: 24. März 2023                   |

Weitere Alben
- 2013: E forse sono pazzo
- 2014: A ritrovar bellezza (Coveralbum)

### Singles
| Jahr | Titel Album                      | Höchstplatzierung, Gesamtwochen, AuszeichnungChartplatzierungen (Jahr, Titel, Album, Platzierungen, Wochen, Auszeichnungen, Anmerkungen) | Höchstplatzierung, Gesamtwochen, AuszeichnungChartplatzierungen (Jahr, Titel, Album, Platzierungen, Wochen, Auszeichnungen, Anmerkungen) | Anmerkungen                                                                                 |
| Jahr | Titel Album                      | IT | CH | Anmerkungen                                                                                 |
| ---- | -------------------------------- | --- | --- | ------------------------------------------------------------------------------------------- |
| 2014 | Babilonia E forse sono pazzo     | IT69 (1 Wo.)IT | — | Beitrag zum Sanremo-Festival 2014                                                           |
| 2018 | Adesso –                         | IT28 (3 Wo.)IT | — | Erstveröffentlichung: 7. Februar 2018 mit Roy Paci                                          |
| 2019 | Che vita meravigliosa            | IT51 Gold · (2 Wo.)IT | — | Erstveröffentlichung: 29. November 2019 Verkäufe: + 35.000                                  |
| 2020 | Fai rumore Che vita meravigliosa | IT1 ×3Dreifachplatin · (27 Wo.)IT | CH36 (1 Wo.)CH | Erstveröffentlichung: 5. Februar 2020 Verkäufe: + 210.000 Beitrag zum Sanremo-Festival 2020 |
| 2024 | Ti muovi –                       | IT20 Gold · (6 Wo.)IT | — | Erstveröffentlichung: 7. Februar 2024 Verkäufe: + 50.000 Beitrag zum Sanremo-Festival 2024  |

Weitere Singles
- 2020: Fino a farci scomparire (IT: Gold)

## Belege
1. ↑  Alben von Diodato. In: Italiancharts.com. Hung Medien, abgerufen am 9. Februar 2020 (italienisch).
2. 1 2 3 4  Certificazioni. FIMI, abgerufen am 9. April 2024 (italienisch).
3. ↑  Archivio classifiche Top Singoli. FIMI, abgerufen am 9. April 2024 (italienisch).
4. ↑  Diskographie von Diodato. In: hitparade.ch. Hung Medien, abgerufen am 16. Februar 2020 (CH).

| Personendaten    | Personendaten                          |
| ---------------- | -------------------------------------- |
| NAME             | Diodato                                |
| ALTERNATIVNAMEN  | Diodato, Antonio (vollständiger Name)  |
| KURZBESCHREIBUNG | italienischer Popsänger und Songwriter |
| GEBURTSDATUM     | 30. August 1981                        |
| GEBURTSORT       | Aosta                                  |